# Rhantus novacaledoniae
Rhantus novacaledoniae foi uma espécie de escaravelho da família Dytiscidae.
Foi endémica da Nova Caledónia